# Campeonato Britânico de Fórmula 3 de 2012
A temporada 2012 do Campeonato Britânico de Fórmula 3 será a sexagésima-segunda da categoria. Teve início em 6 de abril, com o GP de Oulton Park.

## Equipes e pilotos
| Equipe                 | No. | Piloto               | Classe | Chassi       | Motor            | Corridas |
| ---------------------- | --- | -------------------- | ------ | ------------ | ---------------- | -------- |
| Carlin                 | 1   | Jack Harvey          | Int    | Dallara F312 | Volkswagen       | 1–5      |
| Carlin                 | 39  | Jack Harvey          | Int    | Dallara F312 | Volkswagen       | 6        |
| Carlin                 | 2   | Pietro Fantin        | Int    | Dallara F312 | Volkswagen       | 1–5      |
| Carlin                 | 40  | Pietro Fantin        | Int    | Dallara F312 | Volkswagen       | 6        |
| Carlin                 | 11  | William Buller       | Inv    | Dallara F312 | Volkswagen       | 6        |
| Carlin                 | 12  | Carlos Sainz Jr.     | Int    | Dallara F312 | Volkswagen       | 6        |
| Carlin                 | 31  | Carlos Sainz Jr.     | Int    | Dallara F312 | Volkswagen       | 1–5      |
| Carlin                 | 21  | Harry Tincknell      | Int    | Dallara F312 | Volkswagen       | 1–5      |
| Carlin                 | 30  | Harry Tincknell      | Int    | Dallara F312 | Volkswagen       | 6        |
| Carlin                 | 22  | Jazeman Jaafar       | Int    | Dallara F312 | Volkswagen       | 1–5      |
| Carlin                 | 34  | Jazeman Jaafar       | Int    | Dallara F312 | Volkswagen       | 6        |
| Prema Powerteam        | 1   | Daniel Juncadella    | Inv    | Dallara F312 | Mercedes HWA     | 6        |
| Prema Powerteam        | 96  | Daniel Juncadella    | Inv    | Dallara F312 | Mercedes HWA     | 3        |
| Prema Powerteam        | 2   | Sven Müller          | Inv    | Dallara F312 | Mercedes HWA     | 6        |
| Prema Powerteam        | 97  | Sven Müller          | Inv    | Dallara F312 | Mercedes HWA     | 3        |
| Prema Powerteam        | 14  | Michael Lewis        | Inv    | Dallara F312 | Mercedes HWA     | 6        |
| Prema Powerteam        | 98  | Michael Lewis        | Inv    | Dallara F312 | Mercedes HWA     | 3        |
| Prema Powerteam        | 15  | Raffaele Marciello   | Inv    | Dallara F312 | Mercedes HWA     | 6        |
| Prema Powerteam        | 99  | Raffaele Marciello   | Inv    | Dallara F312 | Mercedes HWA     | 3        |
| Fortec Motorsports     | 3   | Pipo Derani          | Int    | Dallara F312 | Mercedes HWA     | 1–5      |
| Fortec Motorsports     | 38  | Pipo Derani          | Int    | Dallara F312 | Mercedes HWA     | 6        |
| Fortec Motorsports     | 4   | Felix Serralles      | Int    | Dallara F312 | Mercedes HWA     | 1–5      |
| Fortec Motorsports     | 32  | Felix Serralles      | Int    | Dallara F312 | Mercedes HWA     | 6        |
| Fortec Motorsports     | 23  | Hannes van Asseldonk | Int    | Dallara F312 | Mercedes HWA     | 1–5      |
| Fortec Motorsports     | 31  | Hannes van Asseldonk | Int    | Dallara F312 | Mercedes HWA     | 6        |
| Fortec Motorsports     | 33  | Alex Lynn            | Int    | Dallara F312 | Mercedes HWA     | 6        |
| Fortec Motorsports     | 36  | Alex Lynn            | Int    | Dallara F312 | Mercedes HWA     | 1–5      |
| Mücke Motorsport       | 5   | Felix Rosenqvist     | Inv    | Dallara F312 | Mercedes HWA     | 6        |
| Mücke Motorsport       | 85  | Felix Rosenqvist     | Inv    | Dallara F312 | Mercedes HWA     | 3        |
| Mücke Motorsport       | 6   | Pascal Wehrlein      | Inv    | Dallara F312 | Mercedes HWA     | 6        |
| Mücke Motorsport       | 86  | Pascal Wehrlein      | Inv    | Dallara F312 | Mercedes HWA     | 3        |
| Jo Zeller Racing       | 7   | Sandro Zeller        | Inv    | Dallara F308 | Mercedes HWA     | 6        |
| Jo Zeller Racing       | 91  | Sandro Zeller        | Inv    | Dallara F308 | Mercedes HWA     | 3        |
| Jo Zeller Racing       | 8   | Andrea Roda          | Inv    | Dallara F312 | Mercedes HWA     | 6        |
| Jo Zeller Racing       | 90  | Andrea Roda          | Inv    | Dallara F312 | Mercedes HWA     | 3        |
| URD Rennsport          | 9   | Lucas Wolf           | Inv    | Dallara F312 | Mercedes-Benz    | 6        |
| GU-Racing              | 10  | Philip Ellis         | Inv    | Dallara F312 | Mercedes-Benz    | 6        |
| ThreeBond with T-Sport | 12  | Nick McBride         | Int    | Dallara F312 | ThreeBond Nissan | 1–5      |
| ThreeBond with T-Sport | 41  | Nick McBride         | Int    | Dallara F312 | ThreeBond Nissan | 6        |
| ThreeBond with T-Sport | 42  | Spike Goddard        | R      | Dallara F311 | Mugen-Honda      | 1–6      |
| ma-con Motorsport      | 16  | Tom Blomqvist        | Inv    | Dallara F312 | Volkswagen       | 6        |
| ma-con Motorsport      | 93  | Tom Blomqvist        | Inv    | Dallara F312 | Volkswagen       | 3        |
| ma-con Motorsport      | 17  | Emil Bernstorff      | Inv    | Dallara F312 | Volkswagen       | 6        |
| ma-con Motorsport      | 92  | Emil Bernstorff      | Inv    | Dallara F312 | Volkswagen       | 3        |
| Angola Racing Team     | 23  | Luís Sá Silva        | Inv    | Dallara F312 | Mercedes-Benz    | 6        |
| Double R Racing        | 26  | Geoff Uhrhane        | Int    | Dallara F312 | Mercedes HWA     | 1–5      |
| Double R Racing        | 35  | Geoff Uhrhane        | Int    | Dallara F312 | Mercedes HWA     | 6        |
| Double R Racing        | 27  | Fahmi Ilyas          | Int    | Dallara F312 | Mercedes HWA     | 1–5      |
| Double R Racing        | 36  | Fahmi Ilyas          | Int    | Dallara F312 | Mercedes HWA     | 6        |
| Double R Racing        | 37  | Duvashen Padayachee  | R      | Dallara F309 | Mugen-Honda      | 6        |
| Double R Racing        | 77  | Duvashen Padayachee  | R      | Dallara F309 | Mugen-Honda      | 1–5      |
| CF Racing              | 43  | Adderly Fong         | R      | Dallara F311 | Mugen-Honda      | 5        |

| Ícone | Classe        |
| ----- | ------------- |
| Int   | Internacional |
| R     | Rookie        |

## Resultados

### Por etapa
| Etapa | Etapa | Circuito             | Pole Position     | Volta mais rápida  | Vencedor                      | Equipe             | Detalhes           |                            |
| ----- | ----- | -------------------- | ----------------- | ------------------ | ----------------------------- | ------------------ | ------------------ | -------------------------- |
| 1     | R1    | Oulton Park          | 7 de abril        | Jack Harvey        | Hannes van Asseldonk          | Jack Harvey        | Carlin             | British GT                 |
| 1     | R2    | Oulton Park          | 7 de abril        |                    | Pipo Derani                   | Pipo Derani        | Fortec Motorsports | British GT                 |
| 1     | R3    | Oulton Park          | 7 de abril        | Jack Harvey        | Felix Serralles               | Felix Serralles    | Fortec Motorsports | British GT                 |
| 2     | R1    | Monza                | 14 de abril       | Felix Serralles    | Alex Lynn                     | Carlos Sainz, Jr.  | Carlin             | Blancpain Endurance Series |
| 2     | R2    | Monza                | 15 de abril       |                    | Felix Serralles               | Felix Serralles    | Fortec Motorsports | Blancpain Endurance Series |
| 2     | R3    | Monza                | 15 de abril       | Carlos Sainz, Jr.  | Carlos Sainz, Jr.             | Carlos Sainz, Jr.  | Carlin             | Blancpain Endurance Series |
| 3     | R1    | Pau Circuit          | 12 de maio        | Raffaele Marciello | Jazeman Jaafar1               | Raffaele Marciello | Prema Powerteam    | Grand Prix de Pau          |
| 3     | R2    | Pau Circuit          | 13 de maio        | Raffaele Marciello | Pipo Derani1                  | Raffaele Marciello | Prema Powerteam    | Grand Prix de Pau          |
| 4     | R1    | Rockingham           | 9 de junho        | Jack Harvey        | Hannes van Asseldonk          | Jazeman Jaafar     | Carlin             | British GT                 |
| 4     | R2    | Rockingham           | 10 de junho       |                    | Pietro Fantin                 | Harry Tincknell    | Carlin             | British GT                 |
| 4     | R3    | Rockingham           | 10 de junho       | Jack Harvey        | Jack Harvey                   | Jack Harvey        | Carlin             | British GT                 |
| 5     | R1    | Brands Hatch         | 23 June           | Jack Harvey        | Jazeman Jaafar                | Jack Harvey        | Carlin             | British GT                 |
| 5     | R2    | Brands Hatch         | 24 de junho       |                    | Harry Tincknell               | Pipo Derani        | Fortec Motorsports | British GT                 |
| 5     | R3    | Brands Hatch         | 24 de junho       | Jack Harvey        | Jack Harvey                   | Jack Harvey        | Carlin             | British GT                 |
| 6     | R1    | Norisring, Nuremberg | 30 de junho       | Raffaele Marciello | Jack Harvey1 Felix Serralles1 | Daniel Juncadella2 | Prema Powerteam    | Formula 3 Euro Series      |
| 6     | R2    | Norisring, Nuremberg | 30 de junho       |                    | Felix Serralles3              | Harry Tincknell    | Carlin             | Formula 3 Euro Series      |
| 6     | R3    | Norisring, Nuremberg | 1 de julho        | Pascal Wehrlein    |                               |                    |                    | Formula 3 Euro Series      |
| 7     | R1    | Spa-Francorchamps    | 26–28 de julho    |                    |                               |                    |                    | Blancpain Endurance Series |
| 7     | R2    | Spa-Francorchamps    | 26–28 de julho    |                    |                               |                    |                    | Blancpain Endurance Series |
| 7     | R3    | Spa-Francorchamps    | 26–28 de julho    |                    |                               |                    |                    | Blancpain Endurance Series |
| 8     | R1    | Snetterton           | 4–5 de agosto     |                    |                               |                    |                    | British GT                 |
| 8     | R2    | Snetterton           | 4–5 de agosto     |                    |                               |                    |                    | British GT                 |
| 8     | R3    | Snetterton           | 4–5 de agosto     |                    |                               |                    |                    | British GT                 |
| 9     | R1    | Silverstone          | 8–9 de setembro   |                    |                               |                    |                    | British GT                 |
| 9     | R2    | Silverstone          | 8–9 de setembro   |                    |                               |                    |                    | British GT                 |
| 9     | R3    | Silverstone          | 8–9 de setembro   |                    |                               |                    |                    | British GT                 |
| 10    | R1    | Donington Park       | 29–30 de setembro |                    |                               |                    |                    | British GT                 |
| 10    | R2    | Donington Park       | 29–30 de setembro |                    |                               |                    |                    | British GT                 |
| 10    | R3    | Donington Park       | 29–30 de setembro |                    |                               |                    |                    | British GT                 |

- 1 Apesar de ter sua volta mais rápida oficializada, Raffaele Marciello não teve direito ao ponto de bonificação.
- 2 Daniel Juncadella foi desclassificado por conta de seu envolvimento nos acidentes de Pascal Wehrlein e Raffaele Marciello na primeira volta.[16]
- 3 William Buller, mesmo tendo marcado a volta mais rápida, não levou o ponto extra.

## Classificação do Campeonato
| Pos                        | Driver               | OUL                | OUL                | OUL                | MNZ                | MNZ                | MNZ                | PAU                | PAU                | ROC                | ROC                | ROC                | BRH                | BRH                | BRH                | NOR                | NOR                | NOR                | SPA                | SPA                | SPA                | SNE                | SNE                | SNE                | SIL                | SIL                | SIL                | DON                | DON                | DON                | Pts                |
| Championship Class         | Championship Class   | Championship Class | Championship Class | Championship Class | Championship Class | Championship Class | Championship Class | Championship Class | Championship Class | Championship Class | Championship Class | Championship Class | Championship Class | Championship Class | Championship Class | Championship Class | Championship Class | Championship Class | Championship Class | Championship Class | Championship Class | Championship Class | Championship Class | Championship Class | Championship Class | Championship Class | Championship Class | Championship Class | Championship Class | Championship Class | Championship Class |
| -------------------------- | -------------------- | ------------------ | ------------------ | ------------------ | ------------------ | ------------------ | ------------------ | ------------------ | ------------------ | ------------------ | ------------------ | ------------------ | ------------------ | ------------------ | ------------------ | ------------------ | ------------------ | ------------------ | ------------------ | ------------------ | ------------------ | ------------------ | ------------------ | ------------------ | ------------------ | ------------------ | ------------------ | ------------------ | ------------------ | ------------------ | ------------------ |
| 1                          | Jazeman Jaafar       | 2                  | 3                  | 5                  | 3                  | 5                  | 4                  | 2                  | 3                  | 1                  | 6                  | 4                  | 2                  | 6                  | 2                  | 18                 | 14                 |                    |                    |                    |                    |                    |                    |                    |                    |                    |                    |                    |                    |                    | 182                |
| 2                          | Jack Harvey          | 1                  | 6                  | 2                  | 7                  | 2                  | 8                  | 5                  | 8                  | 5                  | 3                  | 1                  | 1                  | 9                  | 1                  | 14                 | 7                  |                    |                    |                    |                    |                    |                    |                    |                    |                    |                    |                    |                    |                    | 186                |
| 3                          | Felix Serralles      | 7                  | 7                  | 1                  | 10                 | 1                  | 2                  | 8                  | 19                 | 3                  | 4                  | 6                  | 6                  | 2                  | 9                  | 5                  | 2                  |                    |                    |                    |                    |                    |                    |                    |                    |                    |                    |                    |                    |                    | 156                |
| 4                          | Carlos Sainz, Jr.    | 3                  | 5                  | 4                  | 1                  | 8                  | 1                  | 6                  | 2                  | 10                 | 12                 | 3                  | 4                  | 4                  | Ret                | Ret                | 25                 |                    |                    |                    |                    |                    |                    |                    |                    |                    |                    |                    |                    |                    | 137                |
| 5                          | Alex Lynn            | 5                  | Ret                | 6                  | 5                  | 7                  | 3                  | 3                  | 7                  | 2                  | 7                  | 2                  | 3                  | 8                  | 4                  | 19                 | 9                  |                    |                    |                    |                    |                    |                    |                    |                    |                    |                    |                    |                    |                    | 134                |
| 6                          | Harry Tincknell      | 4                  | 4                  | 3                  | Ret                | 9                  | 6                  | 7                  | Ret                | 7                  | 1                  | Ret                | 5                  | 15                 | 3                  | 8                  | 1                  |                    |                    |                    |                    |                    |                    |                    |                    |                    |                    |                    |                    |                    | 125                |
| 7                          | Pietro Fantin        | 8                  | 2                  | 7                  | 6                  | 3                  | Ret                | 14                 | 12                 | 6                  | 2                  | 9                  | 8                  | 3                  | 5                  | 4                  | 8                  |                    |                    |                    |                    |                    |                    |                    |                    |                    |                    |                    |                    |                    | 125                |
| 8                          | Pipo Derani          | 9                  | 1                  | Ret                | 2                  | 6                  | 7                  | Ret                | 5                  | 9                  | 8                  | 7                  | 9                  | 1                  | Ret                | Ret                | 16                 |                    |                    |                    |                    |                    |                    |                    |                    |                    |                    |                    |                    |                    | 94                 |
| 9                          | Hannes van Asseldonk | Ret                | 8                  | Ret                | 4                  | DNS                | 5                  | 11                 | Ret                | 4                  | 5                  | 5                  | Ret                | 10                 | 7                  | 20                 | 10                 |                    |                    |                    |                    |                    |                    |                    |                    |                    |                    |                    |                    |                    | 65                 |
| 10                         | Nick McBride         | 10                 | 11                 | 9                  | 8                  | 4                  | 9                  | 15                 | 14                 | 8                  | 9                  | 10                 | 7                  | 7                  | 6                  | 13                 | 24                 |                    |                    |                    |                    |                    |                    |                    |                    |                    |                    |                    |                    |                    | 53                 |
| 11                         | Fahmi Ilyas          | 6                  | Ret                | 8                  | 9                  | 10                 | 10                 | 9                  | 15                 | Ret                | 10                 | 8                  | 11                 | 5                  | 10                 | Ret                | Ret                |                    |                    |                    |                    |                    |                    |                    |                    |                    |                    |                    |                    |                    | 33                 |
| 12                         | Geoff Uhrhane        | Ret                | 10                 | 10                 | 12                 | 11                 | Ret                | 16                 | 18                 | Ret                | 11                 | 12                 | 10                 | 11                 | 8                  | 12                 | 15                 |                    |                    |                    |                    |                    |                    |                    |                    |                    |                    |                    |                    |                    | 22                 |
| Inelegíveis para pontuação |                      |                    |                    |                    |                    |                    |                    |                    |                    |                    |                    |                    |                    |                    |                    |                    |                    |                    |                    |                    |                    |                    |                    |                    |                    |                    |                    |                    |                    |                    |                    |
|                            | Raffaele Marciello   |                    |                    |                    |                    |                    |                    | 1                  | 1                  |                    |                    |                    |                    |                    |                    | 22                 | 17                 |                    |                    |                    |                    |                    |                    |                    |                    |                    |                    |                    |                    |                    | 0                  |
|                            | William Buller       |                    |                    |                    |                    |                    |                    |                    |                    |                    |                    |                    |                    |                    |                    | 2                  | 5                  |                    |                    |                    |                    |                    |                    |                    |                    |                    |                    |                    |                    |                    | 0                  |
|                            | Pascal Wehrlein      |                    |                    |                    |                    |                    |                    | Ret                | 9                  |                    |                    |                    |                    |                    |                    | 7                  | 3                  |                    |                    |                    |                    |                    |                    |                    |                    |                    |                    |                    |                    |                    | 0                  |
|                            | Emil Bernstorff      |                    |                    |                    |                    |                    |                    | Ret                | 13                 |                    |                    |                    |                    |                    |                    | 3                  | Ret                |                    |                    |                    |                    |                    |                    |                    |                    |                    |                    |                    |                    |                    | 0                  |
|                            | Felix Rosenqvist     |                    |                    |                    |                    |                    |                    | 4                  | 6                  |                    |                    |                    |                    |                    |                    | 6                  | 4                  |                    |                    |                    |                    |                    |                    |                    |                    |                    |                    |                    |                    |                    | 0                  |
|                            | Daniel Juncadella    |                    |                    |                    |                    |                    |                    | Ret                | 4                  |                    |                    |                    |                    |                    |                    | DSQ                | 11                 |                    |                    |                    |                    |                    |                    |                    |                    |                    |                    |                    |                    |                    | 0                  |
|                            | Tom Blomqvist        |                    |                    |                    |                    |                    |                    | 13                 | 21                 |                    |                    |                    |                    |                    |                    | 10                 | 6                  |                    |                    |                    |                    |                    |                    |                    |                    |                    |                    |                    |                    |                    | 0                  |
|                            | Sven Müller          |                    |                    |                    |                    |                    |                    | 12                 | 10                 |                    |                    |                    |                    |                    |                    | 9                  | Ret                |                    |                    |                    |                    |                    |                    |                    |                    |                    |                    |                    |                    |                    | 0                  |
|                            | Michael Lewis        |                    |                    |                    |                    |                    |                    | 10                 | 11                 |                    |                    |                    |                    |                    |                    | Ret                | 13                 |                    |                    |                    |                    |                    |                    |                    |                    |                    |                    |                    |                    |                    | 0                  |
|                            | Luís Sá Silva        |                    |                    |                    |                    |                    |                    |                    |                    |                    |                    |                    |                    |                    |                    | 15                 | 18                 |                    |                    |                    |                    |                    |                    |                    |                    |                    |                    |                    |                    |                    | 0                  |
|                            | Andrea Roda          |                    |                    |                    |                    |                    |                    | 19                 | Ret                |                    |                    |                    |                    |                    |                    | 16                 | 19                 |                    |                    |                    |                    |                    |                    |                    |                    |                    |                    |                    |                    |                    | 0                  |
|                            | Lucas Wolf           |                    |                    |                    |                    |                    |                    |                    |                    |                    |                    |                    |                    |                    |                    | Ret                | 20                 |                    |                    |                    |                    |                    |                    |                    |                    |                    |                    |                    |                    |                    | 0                  |
|                            | Philip Ellis         |                    |                    |                    |                    |                    |                    |                    |                    |                    |                    |                    |                    |                    |                    | Ret                | 21                 |                    |                    |                    |                    |                    |                    |                    |                    |                    |                    |                    |                    |                    | 0                  |
| Classe dos Rookies         |                      |                    |                    |                    |                    |                    |                    |                    |                    |                    |                    |                    |                    |                    |                    |                    |                    |                    |                    |                    |                    |                    |                    |                    |                    |                    |                    |                    |                    |                    |                    |
| 1                          | Spike Goddard        | 11                 | 9                  | 11                 | 11                 | Ret                | 11                 | 17                 | 20                 | 11                 | 14                 | Ret                | 13                 | 13                 | Ret                | 17                 | 22                 |                    |                    |                    |                    |                    |                    |                    |                    |                    |                    |                    |                    |                    | 249                |
| 2                          | Duvashen Padayachee  | 12                 | 12                 | 12                 | Ret                | 12                 | 12                 | DNS                | 17                 | 12                 | 13                 | 11                 | Ret                | 14                 | 12                 | 21                 | 23                 |                    |                    |                    |                    |                    |                    |                    |                    |                    |                    |                    |                    |                    | 217                |
| 3                          | Adderly Fong         |                    |                    |                    |                    |                    |                    |                    |                    |                    |                    |                    | 12                 | 12                 | 11                 |                    |                    |                    |                    |                    |                    |                    |                    |                    |                    |                    |                    |                    |                    |                    | 62                 |
| Inelegível para pontuação  |                      |                    |                    |                    |                    |                    |                    |                    |                    |                    |                    |                    |                    |                    |                    |                    |                    |                    |                    |                    |                    |                    |                    |                    |                    |                    |                    |                    |                    |                    |                    |
|                            | Sandro Zeller        |                    |                    |                    |                    |                    |                    | 18                 | 16                 |                    |                    |                    |                    |                    |                    | 11                 | 12                 |                    |                    |                    |                    |                    |                    |                    |                    |                    |                    |                    |                    |                    | 0                  |
| Pos                        | Driver               | OUL                | OUL                | OUL                | MNZ                | MNZ                | MNZ                | PAU                | PAU                | ROC                | ROC                | ROC                | BRH                | BRH                | BRH                | NOR                | NOR                | NOR                | SPA                | SPA                | SPA                | SNE                | SNE                | SNE                | SIL                | SIL                | SIL                | DON                | DON                | DON                | Pts                |

| Cor        | Resultado             |
| ---------- | --------------------- |
| Ouro       | Vencedor              |
| Prata      | 2.º lugar             |
| Bronze     | 3.º lugar             |
| Verde      | Terminou, nos pontos  |
| Azul       | Terminou, sem pontos  |
| Púrpura    | Ret – Retirou-se      |
| Vermelho   | NQ – Não qualificado  |
| Preto      | DSQ – Desqualificado  |
| Branco     | NL – Não largou       |
| Branco     | C – Corrida cancelada |
| Azul claro | AT – Apenas Treino    |
| Sem cor    | NP – Não participou   |
| Sem cor    | Les – Lesionado       |
| Sem cor    | EX – Excluído         |

## Links
- Site oficial da Fórmula 3 inglesa